# Danh sách người tuyên bố khai mạc Thế vận hội

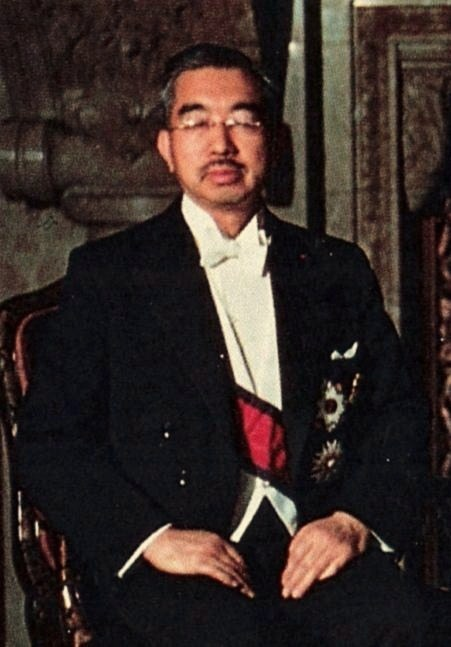
Hoàng đế Hirohito tuyên bố khai mạc Thế vận hội Mùa hè 1964 ở Tokyo và Thế vận hội Mùa đông 1972 ở Sapporo

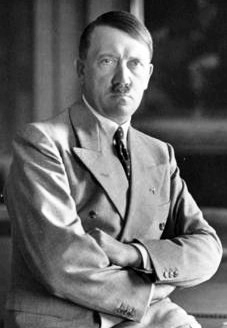
Adolf Hitler tuyên bố khai mạc Thế vận hội Mùa đông 1936 và Thế vận hội Mùa hè 1936, cả hai đều được tổ chức ở Đức

Thế vận hội là một sự kiện thể thao đa môn quốc tế dành cho cả môn thể thao mùa hè và mùa đông, được tổ chức hai năm một lần với Thế vận hội Mùa hè và Thế vận hội Mùa đông. Trong lễ khai mạc Thế vận hội, chủ tịch đương nhiệm của Ủy ban Olympic quốc tế (IOC) sẽ có bài phát biểu trước khi mời đại diện nước chủ nhà lên chính thức tuyên bố mở màn Thế vận hội. Hiến chương Olympic quy định người này là nguyên thủ quốc gia của nước chủ nhà, mặc thủ không phải tất cả đều như vậy. Dưới đây là danh sách những người đã tuyên bố khai mạc Thế vận hội.

## Lễ khai mạc
Tờ thông tin IOC về lễ khai mạc có viết: "Theo nghị định Hiến chương Olympic, nhiệm vụ tuyên bố khai mạc Thế vận hội được ủy thác cho nguyên thủ quốc gia của nước chủ nhà. Những người thực hiện nhiệm vụ này là hoàng gia và tổng thống, hoặc đại diện của họ, như phó tổng thống, một thành viên gia đình hoàng gia, hoặc một toàn quyền". Điều 56 Chương 5 của Hiến chương Olympic đưa ra chính xác những từ mà sẽ được tuyên bố khi khai mạc. Nếu là Thế vận hội Mùa hè, các câu được nói sẽ là: 
Tôi tuyên bố khai mạc Thế vận hội [tên thành phố đăng cai] kỷ niệm Thế vận hội lần thứ [số học xác định thứ tự Thế vận hội] của kỷ nguyên hiện đại. 
 Đối với Thế vận hội Mùa đông, người tuyên bố khai mạc phải công bố: 
Tôi tuyên bố khai mạc Thế vận hội Mùa đông lần thứ [số thứ tự Thế vận hội Mùa đông] của [tên của thành phố đăng cai]. 
 Tuy nhiên, điều này không phải luôn luôn diễn ra; tại Thế vận hội Mùa đông 2010 Toàn quyền Canada, Michaëlle Jean, sử dụng lời tuyên bố khai mạc của Thế vận hội Mùa hè để nói "Tôi tuyên bố khai mạc Thế vận hội Vancouver, tổ chức Thế vận hội Mùa đông lần thứ 21."
- Năm 1976, Elizabeth II, Nữ hoàng Canada, khai mạc Thế vận hội Montreal (đầu tiên bằng tiếng Pháp sau đó là tiếng Anh) với:

Tôi tuyên bố khai mạc Thế vận hội 1976, kỷ niệm Thế vận hội lần thứ 21 của kỷ nguyên hiện tại.
- Năm 1980, người đứng đầu Liên Xô Leonid Brezhnev khai mạc Thế vận hội Mùa hè Moscow với (nói bằng tiếng Nga):

Thưa ngài Chủ tịch Ủy ban Olympic quốc tế! Các vận động viên của thế giới! Thưa các khách mời! Các đồng chí! Tôi tuyên bố khai mạc Thế vận hội 1980, kỷ niệm Thế vận hội Mùa hè lần thứ 22 của kỷ nguyên hiện đại.
- Năm 1984, Tổng thống Hoa Kỳ Ronald Reagan khai mạc Thế vận hội Mùa hè Los Angeles với:

Kỷ niệm Thế vận hội lần thứ 23 của kỷ nguyên hiện đại, tôi tuyên bố khai mạc Thế vận hội Los Angeles.
- Năm 2002, Tổng thống Hoa Kỳ George W. Bush khai mạc Thế vận hội Mùa đông ở Thành phố Salt Lake City, năm tháng sau vụ khủng bố 11 tháng Chín với:

Thay mặt cho một quốc gia tự hào, quyết tâm và biết ơn..., sau đó sử dụng câu tuyên bố chuẩn.
- Năm 2008, Hồ Cẩm Đào, Chủ tịch nước Cộng hòa nhân dân Trung Hoa, chính thức tuyên bố khai mạc Thế vận hội Mùa hè 2008 bằng tiếng Quan thoại:

Thay mặt Thế vận hội lần thứ 29, tôi chính thức tuyên bố Thế vận hội Bắc Kinh... khai mạc.
- Năm 2016, Michel Temer, Quyền tổng thống Brazil, khai mạc Thế vận hội Mùa hè ở Rio de Janeiro bằng tiếng Bồ Đào Nha:

Sau những màn trình diễn tuyệt vời này, tôi tuyên bố... sau đó sử dụng câu tuyên bố chuẩn.

## Những người tuyên bố khai mạc Thế vận hội
| Năm  | Thế vận hội              | Thành phố chủ nhà           | Tuyên bố khai mạc bởi       | Chức vụ                                                  | Ghi chú                            |
| ---- | ------------------------ | --------------------------- | --------------------------- | -------------------------------------------------------- | ---------------------------------- |
| 1896 | I Olympiad               | Athens, Hy Lạp              | George I                    | Vua Hy Lạp                                               | [ 5 ]                              |
| 1900 | II Olympiad              | Paris, Pháp                 | Không khai mạc chính thức   | Không khai mạc chính thức                                | [ 6 ]                              |
| 1904 | III Olympiad             | St. Louis, Hoa Kỳ           | David R. Francis            | Chủ tịch Hội chợ Thương vụ Louisiana                     | [ 7 ]                              |
| 1908 | IV Olympiad              | Luân Đôn, Anh Quốc          | Edward VII                  | Vua Vương quốc Liên hiệp                                 | [ 8 ]                              |
| 1912 | V Olympiad               | Stockholm, Thụy Điển        | Gustav V                    | Vua Thụy Điển                                            | [ 9 ]                              |
| 1920 | VII Olympiad             | Antwerp, Bỉ                 | Albert I                    | Vua Bỉ                                                   | [ 10 ]                             |
| 1924 | Mùa đông I               | Chamonix, Pháp              | Gaston Vidal                | Thứ trưởng Giáo dục thể chất Pháp                        | [ 11 ]                             |
| 1924 | VIII Olympiad            | Paris, Pháp                 | Gaston Doumergue            | Tổng thống Cộng hòa Pháp                                 | [ 12 ]                             |
| 1928 | Mùa đông II              | St. Moritz, Thụy Sĩ         | Edmund Schulthess           | Tổng thống Liên bang Thụy Sĩ                             | [ 13 ]                             |
| 1928 | IX Olympiad              | Amsterdam, Hà Lan           | Hoàng tế Hendrik            | Phu quân của Nữ hoàng Hà Lan Wilhelmina                  | [ 14 ]                             |
| 1932 | Mùa đông III             | Lake Placid, Hoa Kỳ         | Franklin D. Roosevelt       | Thống đốc New York                                       | [ 15 ]                             |
| 1932 | X Olympiad               | Los Angeles, Hoa Kỳ         | Charles Curtis              | Phó Tổng thống Hoa Kỳ                                    | [ 16 ]                             |
| 1936 | Mùa đông IV              | Garmisch-Partenkirchen, Đức | Adolf Hitler                | Führer Đức                                               | [ 17 ]                             |
| 1936 | XI Olympiad              | Berlin, Đức                 | Adolf Hitler                | Führer Đức                                               | [ 18 ]                             |
| 1948 | Mùa đông V               | St. Moritz, Thụy Sĩ         | Enrico Celio                | Tổng thống Liên bang Thụy Sĩ                             | [ 19 ]                             |
| 1948 | XIV Olympiad             | Luân Đôn, Anh Quốc          | George VI                   | Vua Vương quốc Liên hiệp                                 | [ 20 ]                             |
| 1952 | Mùa đông VI              | Oslo, Na Uy                 | Vương nữ Ragnhild           | Vương nữ Na Uy, thay mặt cho Vua cha Haakon VII          | [ 21 ]                             |
| 1952 | XV Olympiad              | Helsinki, Phần Lan          | Juho Kusti Paasikivi        | Tổng thống Cộng hòa Phần Lan                             | [ 22 ]                             |
| 1956 | Mùa đông VII             | Cortina d'Ampezzo, Ý        | Giovanni Gronchi            | Tổng thống Cộng hòa Ý                                    | [ 23 ]                             |
| 1956 | XVI Olympiad (cưỡi ngựa) | Stockholm, Thụy Điển        | Gustaf VI Adolf             | Vua Thụy Điển                                            | [ 24 ]                             |
| 1956 | XVI Olympiad             | Melbourne, Úc               | Công tước xứ Edinburgh      | Chồng của Nữ vương Úc Elizabeth II                       | [ 25 ]                             |
| 1960 | Mùa đông VIII            | Squaw Valley, Hoa Kỳ        | Richard Nixon               | Phó Tổng thống Hoa Kỳ                                    | [ 26 ]                             |
| 1960 | XVII Olympiad            | Rome, Ý                     | Giovanni Gronchi            | Tổng thống Cộng hòa Ý                                    | [ 27 ]                             |
| 1964 | Mùa đông IX              | Innsbruck, Áo               | Adolf Schärf                | Tổng thống Áo                                            | [ 28 ]                             |
| 1964 | XVIII Olympiad           | Tokyo, Nhật Bản             | Hirohito                    | Nhật hoàng                                               | [ 29 ]                             |
| 1968 | Mùa đông X               | Grenoble, Pháp              | Charles de Gaulle           | Tổng thống Cộng hòa Pháp                                 | [ 30 ]                             |
| 1968 | XIX Olympiad             | Thành phố Mexico, Mexico    | Gustavo Díaz Ordaz          | Tổng thống Liên bang Mexico                              | [ 31 ]                             |
| 1972 | Mùa đông XI              | Sapporo, Nhật Bản           | Hirohito                    | Nhật hoàng                                               | [ 32 ]                             |
| 1972 | XX Olympiad              | München, Tây Đức            | Gustav Heinemann            | Tổng thống Tây Đức                                       | [ 33 ]                             |
| 1976 | Mùa đông XII             | Innsbruck, Áo               | Rudolf Kirchschläger        | Tổng thống Áo                                            | [ 34 ]                             |
| 1976 | XXI Olympiad             | Montréal, Canada            | Elizabeth II                | Nữ vương Canada                                          | [ 35 ]                             |
| 1980 | Mùa đông XIII            | Lake Placid, Hoa Kỳ         | Walter Mondale              | Phó Tổng thống Hoa Kỳ                                    | [ 36 ]                             |
| 1980 | XXII Olympiad            | Moskva, Liên Xô             | Leonid Brezhnev             | Chủ tịch Đoàn chủ tịch Xô viết tối cao Liên Xô           | [ 37 ]                             |
| 1984 | Mùa đông XIV             | Sarajevo, Nam Tư            | Mika Špiljak                | Chủ tịch Đoàn chủ tịch Nam Tư                            | [ 38 ]                             |
| 1984 | XXIII Olympiad           | Los Angeles, Hoa Kỳ         | Ronald Reagan               | Tổng thống Hoa Kỳ                                        | [ 39 ]                             |
| 1988 | Mùa đông XV              | Calgary, Canada             | Jeanne Sauvé                | Toàn quyền Canada, thay mặt Nữ hoàng Canada Elizabeth II | [ 40 ]                             |
| 1988 | XXIV Olympiad            | Seoul, Hàn Quốc             | Roh Tae-woo                 | Tổng thống Đại Hàn Dân quốc                              | [ 41 ]                             |
| 1992 | Mùa đông XVI             | Albertville, Pháp           | François Mitterrand         | Tổng thống Cộng hòa Pháp                                 | [ 42 ]                             |
| 1992 | XXV Olympiad             | Barcelona, Tây Ban Nha      | Juan Carlos I               | Vua Tây Ban Nha                                          | [ 43 ]                             |
| 1994 | Mùa đông XVII            | Lillehammer, Na Uy          | Harald V                    | Vua Na Uy                                                | [ 44 ]                             |
| 1996 | XXVI Olympiad            | Atlanta, Hoa Kỳ             | Bill Clinton                | Tổng thống Hoa Kỳ                                        | [ 45 ]                             |
| 1998 | Mùa đông XVIII           | Nagano, Nhật Bản            | Akihito                     | Nhật hoàng                                               | [ 46 ]                             |
| 2000 | XXVII Olympiad           | Sydney, Úc                  | William Deane               | Toàn quyền Úc, thay mặt Nữ vương Úc Elizabeth II         | [ 47 ] [ 48 ] [ 49 ] [ 50 ] [ 51 ] |
| 2002 | Mùa đông XIX             | Thành phố Salt Lake, Hoa Kỳ | George W. Bush              | Tổng thống Hoa Kỳ                                        | [ 52 ]                             |
| 2004 | XXVIII Olympiad          | Athens, Hy Lạp              | Konstantinos Stephanopoulos | Tổng thống Cộng hòa Hy Lạp                               | [ 53 ]                             |
| 2006 | Mùa đông XX              | Torino, Ý                   | Carlo Azeglio Ciampi        | Tổng thống Cộng hòa Ý                                    | [ 54 ]                             |
| 2008 | XXIX Olympiad            | Bắc Kinh, Trung Quốc        | Hồ Cẩm Đào                  | Chủ tịch nước Cộng hòa nhân dân Trung Hoa                | [ 55 ]                             |
| 2010 | Mùa đông XXI             | Vancouver, Canada           | Michaëlle Jean              | Toàn quyền Canada, thay mặt Nữ vương Canada Elizabeth II | [ 56 ]                             |
| 2012 | XXX Olympiad             | Luân Đôn, Anh Quốc          | Elizabeth II                | Nữ hoàng Vương quốc Liên hiệp                            | [ 57 ]                             |
| 2014 | Mùa đông XXII            | Sochi, Liên bang Nga        | Vladimir Putin              | Tổng thống Liên bang Nga                                 | [ 58 ]                             |
| 2016 | XXXI Olympiad            | Rio de Janeiro, Brasil      | Michel Temer                | Quyền Tổng thống Brasil                                  |                                    |
| 2018 | XXIII Olympiad           | Pyeongchang, Hàn Quốc       | Moon Jae-in                 | Tổng thống Đại Hàn Dân quốc                              |                                    |

Ghi chú:
1. 1 2  Tên & chức vụ được in nghiêng tức người tuyên bố khai mạc không phải nguyên thủ quốc gia khi tuyên bố khai mạc Thế vận hội. Nếu chức vụ in nghiêng một phần, phần không in nghiêng là chức vụ và tên của nguyên thủ quốc gia đại diện.
2. ↑  Thay mặt Tổng thống Theodore Roosevelt.
3. 1 2  Chức vụ này không được coi là nguyên thủ quốc gia, nhưng là người đứng đầu Hội đồng Liên bang nơi đóng vai trò là nguyên thủ quốc gia.
4. 1 2  Thay mặt Tổng thống Herbert Hoover.
5. 1 2  Hồ sơ của IOC ghi rằng Hitler tuyên bố khai mạc với chức vụ "Thủ tướng" (đứng đầu chính phủ), nhưng năm 1934 chức vụ này đã được hợp nhất với "Tổng thống" (nguyên thủ quốc gia) thành "Führer und Reichskanzler", hay "Führer".
6. ↑  Thay mặt Tổng thống Dwight D. Eisenhower.
7. ↑  Thay mặt Tổng thống Jimmy Carter.
8. ↑  Hồ sơ IOC ghi Brezhnev khai mạc Thế vận hội Moskva với chức danh "Tổng thống", tên gọi khi ấy của Chủ tịch đoàn chủ tịch Xô viết tối cao, hay nguyên thủ quốc gia de jure. (Chức Tổng thống Liên Xô không tồn tại cho tới năm 1990, một năm trước khi quốc gia này tan rã.) Mặc dù Brezhnev cũng là người cầm quyền de facto với tư cách Tổng bí thư của Đảng Cộng sản, chức danh này không được ghi nhận trong hồ sơ IOC.
9. ↑  Thay cho Tổng thống đương nhiệm Dilma Rousseff, người bị tạm đình chỉ nhiệm vụ Tổng thống do các cáo buộc.

## Những người tuyên bố khai mạc Thế vận hội trẻ
| Năm  | Thế vận hội | Thành phố chủ nhà       | Tuyên bố bởi  | Chức vụ                                   | Ghi chú |
| ---- | ----------- | ----------------------- | ------------- | ----------------------------------------- | ------- |
| 2010 | Mùa hè I    | Singapore               | S.R. Nathan   | Tổng thống Cộng hòa Singapore             |         |
| 2012 | Mùa đông I  | Innsbruck, Áo           | Heinz Fischer | Tổng thống liên bang Cộng hòa Áo          |         |
| 2014 | Mùa hè II   | Nam Kinh, Trung Quốc    | Tập Cận Bình  | Chủ tịch nước Cộng hòa nhân dân Trung Hoa |         |
| 2016 | Mùa đông II | Lillehammer, Na Uy      | Harald V      | Vua Na Uy                                 |         |
| 2018 | Mùa hè III  | Buenos Aires, Argentina |               |                                           |         |